# The sessions VIII
The sessions VIII is een livealbum van Tangerine Dream.

## Inleiding
Alhoewel er weinig nieuw materiaal in de geluidsstudio werd opgenomen, bleef de band concerten verzorgen. Delen van die concerten werden dan op EP’s uitgegeven, of zoals de band ze zelf noemt Cupdiscs. Ook werd een aantal digitale albums uitgegeven (downsload). The sessions VIII bevat liveopnamen van concerten waaraan Tangerine Dream meewerkte: op 15 augustus 2021 speelde het in Gdansk (United Arts Festival); op 17 augustus 2021 in Warschau (Progresja Summer). De opnamen werden in de eigen geluidsstudio deeltje voor deeltje gemixt, een vertrouwde werkwijze voor TD; die dat ook al deed tijdens de opnamen van Ricochet uit 1975 (aldus de band zelf). Van dat album was echter geen van de onderstaande musici zich bewust, ze waren nog niet geboren. Net als bij eerdere concerten was ook hier een gastmusicus aanwezig: Michal Lapaj van Riverside

## Musici
- Thorsten Quaeschning – synthesizer, sequencer, piano, elektrische gitaar (geboren 1977)
- Hoshiko Yamane – elektrische viool, elektrische altviool (geboren 1981)
- Paul Frick – synthesizer, sequencer, piano (geboren 1979)
- Michal Lapaj – synthesizer, sequencer (geboren 1982)

## Muziek
| Nr. | Titel                     | Duur |
| --- | ------------------------- | ---- |
| 1.  | Poland sessions (part 1)  | 5:47 |
| 2.  | Poland sessions (part 2)  | 4:14 |
| 3.  | Poland sessions (part 3)  | 5:08 |
| 4.  | Poland sessions (part 4)  | 6:30 |
| 5.  | Poland sessions (part 5)  | 3:37 |
| 6.  | Poland sessions (part 6)  | 6:37 |
| 7.  | Poland sessions (part 7)  | 7:02 |
| 8.  | Poland sessions (part 8)  | 3:05 |
| 9.  | Poland sessions (part 9)  | 5:08 |
| 10. | Poland sessions (part 10) | 1:58 |

In tracks 2 zitten de voor de band vertrouwde mellotronklanken, bijvoorbeeld uit de Ricochetperiode verwerkt. In de 21e eeuw hoefden de TD-leden niet meer om te gaan met dat krakkemikkig instrument (het is extreem vochtgevoelig); geluiden werden naar moderne digitale synthesizers gesampled.